# Wallace Clement Sabine
Wallace Clement Sabine (13 juin 1868 - 10 janvier 1919) est un physicien américain qui a fondé le domaine de l'acoustique architecturale. Il est diplômé de l'université de l'État de l'Ohio en 1886 à l'âge de 18 ans avant de rejoindre l'université Harvard pour des études supérieures, y restant par la suite comme professeur. Wallace Sabine a été l'architecte sonore du Symphony Hall de Boston, largement considéré comme l'une des deux ou trois meilleures salles de concert dans le monde entier pour son acoustique.
La carrière de Sabine est l'histoire de la naissance du domaine de l'acoustique architecturale moderne. En 1895, l'amélioration acoustique du Fogg Lecture Hall, une partie du Musée d'Art Fogg récemment construit, a été considérée comme une tâche impossible par les hauts fonctionnaires du département de physique à Harvard. La mission a été transmise jusqu'à ce qu'elle ait atterri sur les épaules d'un jeune professeur de physique, Sabine. Bien que considéré comme un conférencier populaire par les étudiants, Sabine n'avait jamais reçu son doctorat. Et n'a pas de formation particulière sur le son.

## Le temps d'extinction et le temps de réverbération
Sabine a abordé le problème en essayant de déterminer ce qui a rendu la salle de conférence Fogg différente des autres installations acoustiquement acceptables. En particulier, le théâtre Sanders a été jugé exceptionnellement acoustique. Les années suivantes, Sabine et un groupe d'assistants ont chaque nuit déplacé des matériaux entre les deux salles de conférences et testé l'acoustique. Certaines nuits, ils emprunteront des centaines de coussins de siège du Sanders Theatre. À l'aide d'un tuyau d'orgue et d'un chronomètre, Sabine a effectué des milliers de mesures minutieuses — bien qu'inexactes selon les normes actuelles — du temps nécessaire pour que le son réverbéré devienne inaudible avec les différents matériaux. Il a essayé ainsi le temps de réverbération avec plusieurs types différents de tapis orientaux à l'intérieur de Fogg Lecture Hall et avec un nombre varié de personnes occupant ses sièges ; il a constaté que le corps d'une personne moyenne a diminué le temps de réverbération  autant qu'environ six coussins de siège. Une fois les mesures prises et avant le matin, Sabine et ses assistants remplaçaient les matériaux dans les deux salles de conférences, afin d'être prêt pour les cours le lendemain.
Sabine a pu déterminer, à travers les expériences, qu'il existe une relation certaine entre la qualité de l'acoustique, la taille de la chambre et l'aire des surfaces absorbantes présentes. Il a désigné le temps d'extinction d'un son comme la caractéristique synthétique principale pour indiquer la qualité acoustique d'une pièce. Les moyens de mesure modernes, avec microphone et amplificateur électronique ont permis de préciser cette notion en temps de réverbération, défini comme le temps nécessaire pour que la pression acoustique diminue de 60 décibels, c'est-à-dire soit divisée par 1000, par rapport au niveau à la fin du son d'origine.